# 워그레이몬
워그레이몬(WARGREYMON, ウォーグレイモン)은 디지몬 어드벤처에서 나오는 등장인물 아구몬이 궁극체로 진화한 것이다. 필살기는 테라 광선 (가이아 포스)이며 용인형이다. 디지몬 어드벤처와 디지몬 어드벤처 리부트 주인공인 신태일이 주인이다.

## 생김새
손에는 아주 날카로운 손톱 드라몬 킬러가 있다. 이름에 걸맞게 용족에 훨씬 데미지를 크게 줄 수 있으며 특히 이름에 '드라몬'이 들어간 디지몬에게는 상당한 데미지를 줄 수 있다.
또 하나의 기술은, 손 끝에 모든 기를 모아 하나의 불덩어리 같은 형체를 발사하는 '가이아 포스'(한국판 : 테라광선)가 있다.
그 이외에, 자신의 몸을 회오리로 변형하여 적에게 돌격하는 '그레이트 토네이도 (브레이브 토네이도)'와, 용기가 강할수록 방어력이 증대되는 '용기의 방패 (브레이브 쉴드)'가 있다.
현재 아구몬의 궁극체는 2가지가 있는데 1번은 워그레이몬, 2번은 샤인그레이몬이다. 둘은 생김새 자체가 다르고 스킬도 완전히 다른 디지몬이다.

## 행적
디지몬 어드벤처 38화에서 첫 등장했으며, 신나리와 리키의 화살로 인해 아구몬이 워프 진화를 하였다.

## 아종
- 블랙 워그레이몬
- 블리츠그레이몬
- 빅토리 워그레이몬